# Việt Nam tại Đại hội Thể thao Bãi biển châu Á 2012
Việt Nam tham gia Đại hội Thể thao Bãi biển châu Á 2012 tại Hải Dương, Trung Quốc từ ngày 16-22 tháng 7 năm 2012.
Đoàn thể thao Việt Nam gồm 95 vận động viên thi đấu ở 9 môn thể hao: Bóng ném bãi biển, Cầu mây bãi biển, Bóng đá bãi biển, Bóng chuyền bãi biển, Bóng gỗ, Leo núi thể thao, Trượt patin, Bóng rổ bãi biển, Đua thuyền rồng.

## Các môn thi
| Môn thi              | Nam | Nữ | Tổng |
| -------------------- | --- | -- | ---- |
| Đua thuyền rồng      | 15  | 0  | 15   |
| Bóng ném bãi biển    | 9   | 10 | 19   |
| Bóng đá bãi biển     | 10  | 0  | 10   |
| Cầu mây bãi biển     | 6   | 11 | 17   |
| Bóng chuyền bãi biển | 4   | 4  | 8    |
| Bóng gỗ bãi biển     | 6   | 5  | 11   |
| Leo núi thể thao     | 4   | 0  | 4    |
| Trượt patin          | 3   | 0  | 3    |
| Bóng rổ bãi biển     | 4   | 0  | 4    |
| Tổng                 | 65  | 30 | 95   |

## Tóm tắt huy chương

### Bảng huy chương
| Thể thao          | Vàng | Bạc | Đồng | Toàn bộ |
| Bóng ném bãi biển | 0    | 0   | 1    | 1       |
| Cầu mây bãi biển  | 0    | 2   | 0    | 2       |
| Toàn bộ           | 0    | 2   | 1    | 3       |

## Huy chương
| Huy chương | Tên      | Môn              | Nội dung | Ngày                             |
| ---------- | -------- | ---------------- | -------- | -------------------------------- |
| Bạc        | Việt Nam | Cầu mây bãi biển | Đội nữ   | Thứ ba ngày 19 tháng 6 năm 2012  |
| Đồng       | Việt Nam | Cầu mây bãi biển | Đội nữ   | Thứ năm ngày 21 tháng 6 năm 2012 |
| Bạc        | Việt Nam | Cầu mây bãi biển | Regu nữ  | Thứ Sáu ngày 22 tháng 6 năm 2012 |